# Vicianine
La vicianine est un composé aromatique de la famille des glycosides cyanogènes. Elle est constituée du vicianose, un disaccharide, et du (R)-mandélonitrile pour la partie aglycone.
L'enzyme vicianine bêta-glucosidase catalyse l'hydrolyse de la (R)-vicianine en mandélonitrile et vicianose. On trouve le composé et l'enzyme dans les graines de Vicia angustifolia.